# Campeonato Asiático de Judo de 1999
El XIII Campeonato Asiático de Judo se celebró en Wenzhou (China) entre el 25 y el 26 de junio de 1999 bajo la organización de la Unión Asiática de Judo.
En total se disputaron catorce pruebas diferentes, siete masculinas y siete femeninas.

## Resultados

### Masculino
| Evento  | Oro                          | Plata                             | Bronce                                                       |
| ------- | ---------------------------- | --------------------------------- | ------------------------------------------------------------ |
| –60 kg  | Jung Bu-Kyung Corea del Sur  | Alisher Mujtarov Uzbekistán       | Tatsuaki Egusa Japón Masoud Hayi Ajondzadeh Irán             |
| –66 kg  | Arash Miresmaeili Irán       | Guwanç Nurmuhammedow Turkmenistán | Mansur Jumaev Uzbekistán Zhang Guangjun China                |
| –73 kg  | Min Sung-Ho Corea del Sur    | Jaliuny Boldbaatar Mongolia       | Egamnazar Akbarov · Uzbekistán · Denis Korobkov · Kirguistán |
| –81 kg  | Kwak Ok-Chol Corea del Norte | Kazem Sarijani Irán               | Farjod Turayev Uzbekistán Kim Ki-Su Corea del Sur            |
| –90 kg  | Armen Bagdasarov Uzbekistán  | Masaru Tanabe Japón               | Alexei Alyapin · Kazajistán · Li Zhiqiang · China            |
| –100 kg | Jang Sung-Ho Corea del Sur   | Josro Dalir Moeini Irán           | Shigeru Kubota Japón Mijail Sokolov Uzbekistán               |
| +100 kg | Hiroaki Takahashi Japón      | Pan Song China                    | Mahmud Reza Miran · Irán · Viacheslav Berduta · Kazajistán   |

### Femenino
| Evento | Oro                            | Plata                         | Bronce                                              |
| ------ | ------------------------------ | ----------------------------- | --------------------------------------------------- |
| –48 kg | Cha Hyon-Hyang Corea del Norte | Tomoe Makabe Japón            | Jin Shujiao China Yu Shu-Chen China Taipéi          |
| –52 kg | Kye Sun-Hui Corea del Norte    | Liu Yuxiang China             | Kazue Nagai Japón Jang Jae-Sim Corea del Sur        |
| –57 kg | Wang Shuyan China              | Ri Myong-Hwa Corea del Norte  | Ayako Okazaki Japón Suzanne Ajmedova Uzbekistán     |
| –63 kg | Sun Xiaofang China             | Olesya Nazarenko Turkmenistán | Chigusa Minami Japón Kim Hwa-Soo Corea del Sur      |
| –70 kg | Choi Young-Hee Corea del Sur   | Qin Dongya China              | Nadezhda Zheltakova Turkmenistán Yoshida Saki Japón |
| –78 kg | Yin Yufeng China               | Hsu Hui-Yu China Taipéi       | Chika Teshima Japón Lee So-Yeon Corea del Sur       |
| +78 kg | Zhang Qingli China             | Kim Seon-Young Corea del Sur  | Kanae Suzuki Japón Lee Hsiao-Hung China Taipéi      |

## Medallero
| Núm. | País            | Oro | Plata | Bronce | Total |
| ---- | --------------- | --- | ----- | ------ | ----- |
| 1    | China           | 4   | 3     | 3      | 10    |
| 2    | Corea del Sur   | 4   | 1     | 4      | 9     |
| 3    | Corea del Norte | 3   | 1     | 0      | 4     |
| 4    | Japón           | 1   | 2     | 8      | 11    |
| 5    | Irán            | 1   | 2     | 2      | 5     |
| 6    | Uzbekistán      | 1   | 1     | 5      | 7     |
| 7    | Turkmenistán    | 0   | 2     | 1      | 3     |
| 8    | China Taipéi    | 0   | 1     | 2      | 3     |
| 9    | Mongolia        | 0   | 1     | 0      | 1     |
| 10   | Kazajistán      | 0   | 0     | 2      | 2     |
| 11   | Kirguistán      | 0   | 0     | 1      | 1     |
|      | TOTAL           | 14  | 14    | 28     | 56    |